# Сущанська сільська рада (Олевський район)
Сущанська сільська рада — колишня адміністративно-територіальна одиниця та орган місцевого самоврядування в Олевському районі Коростенської і Волинської округ, Київської й Житомирської областей Української РСР та України з адміністративним центром у с. Сущани.

## Населені пункти
Сільській раді були підпорядковані населені пункти:
- с. Сущани
- с. Андріївка

## Населення
Кількість населення ради станом на 1923 рік становила 1 142 особи, кількість дворів — 144.
Відповідно до результатів перепису населення СРСР, кількість населення ради станом на 12 січня 1989 року становила 1 335 осіб.
Станом на 5 грудня 2001 року, відповідно до перепису населення України, кількість мешканців сільської ради становила 1 273 особи.

## Склад ради
Рада складалась з 15 депутатів та голови.

### Керівний склад сільської ради
| ПІБ                     | Основні відомості                                                    | Дата обрання | Дата звільнення |
| ----------------------- | -------------------------------------------------------------------- | ------------ | --------------- |
| Гайченя Юрій Васильович | Сільський голова, 1965 року народження, освіта, член народної партії | 26.03.2006   | 31.10.2010      |
| Гайченя Юрій Васильович | Сільський голова, 1965 року народження, освіта вища                  | 31.10.2010   |                 |

Примітка: таблиця складена за даними джерела

## Населення

### Мова
Розподіл населення за рідною мовою за даними перепису 2001 року:
| Мова       | Відсоток |
| ---------- | -------- |
| українська | 99,61 %  |
| білоруська | 0,16 %   |
| російська  | 0,16 %   |
| вірменська | 0,08 %   |

## Історія
Створена 1923 року в складі сіл Рудня-Ново-Сущанська, Рудня-Старо-Сущанська та Сущани Юрівської волості Овруцького повіту Волинської губернії. 7 березня 1923 року увійшла до складу новоутвореного Олевського району Коростенської округи. На 1 жовтня 1941 року села Рудня-Ново-Сущанська та Рудня-Старо-Сущанська не перебували на обліку населених пунктів.
Станом на 1 вересня 1946 року сільська рада входила до складу Олевського району Житомирської області, на обліку в раді перебували села Обище та Сущани.
11 серпня 1954 року, відповідно до указу Президії Верховної ради Української РСР «Про укрупнення сільських рад по Житомирській області», до складу ради включено с. Андріївка ліквідованої Андріївської сільської ради Олевського району. 2 вересня 1954 року, відповідно до рішення Житомирського облвиконкому № 1087 «Про перечислення населених пунктів в межах районів Житомирської області», с. Обище підпорядковане Тепеницькій сільській раді Олевського району.
На 1 січня 1972 року сільська рада входила до складу Олевського району Житомирської області, на обліку в раді перебували села Андріївка та Сущани.
Ліквідована 17 січня 2017 року через об'єднання до складу Олевської міської територіальної громади Олевського району Житомирської області.